# Fotografía de guerra

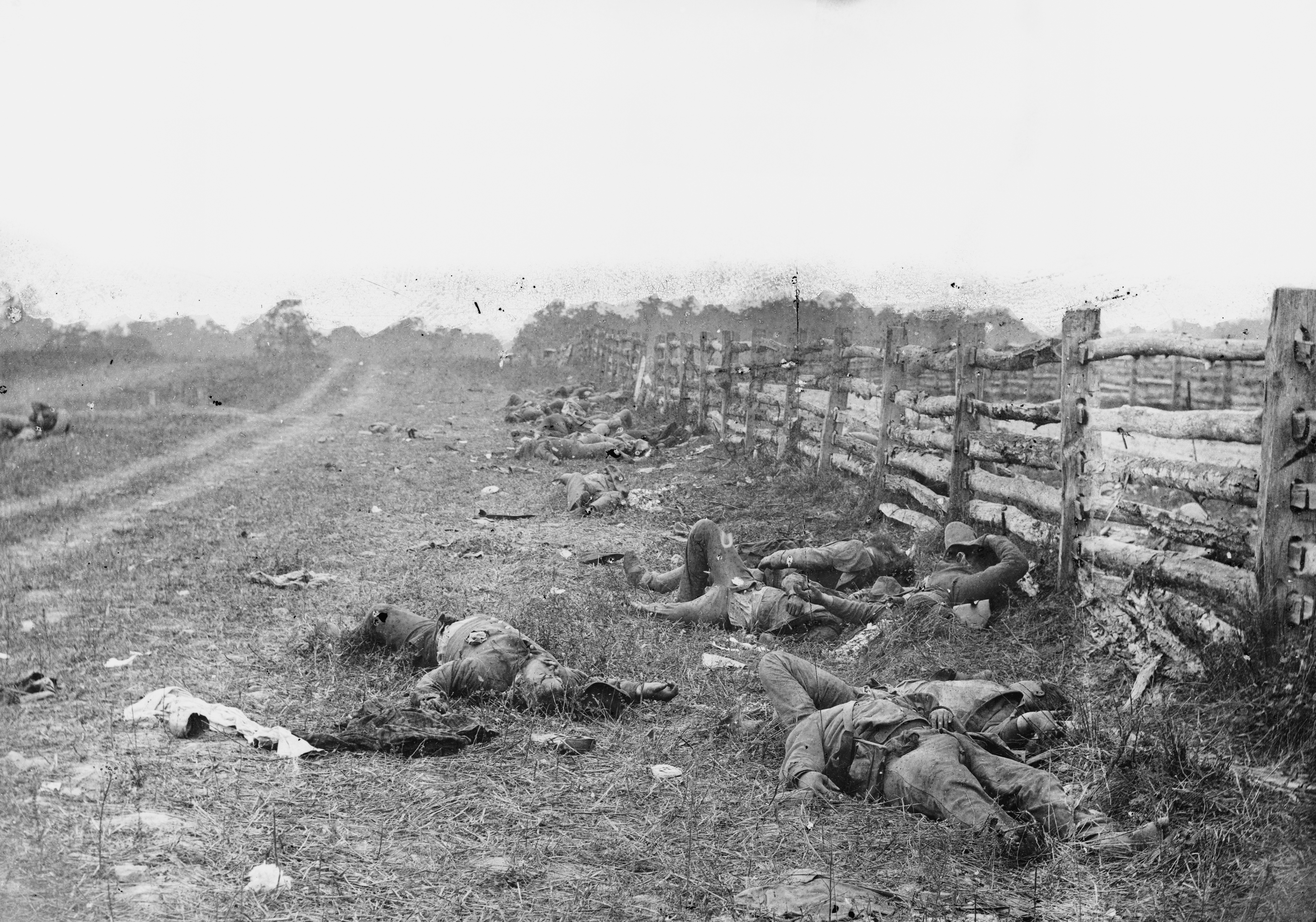
Vista típica del campo en Antietam durante la guerra civil estadounidense. Foto de Alexander Gardner.

La fotografía de guerra captura imágenes de conflictos armados y de sus efectos en la vida de las personas en áreas en guerra. 

## Antecedentes

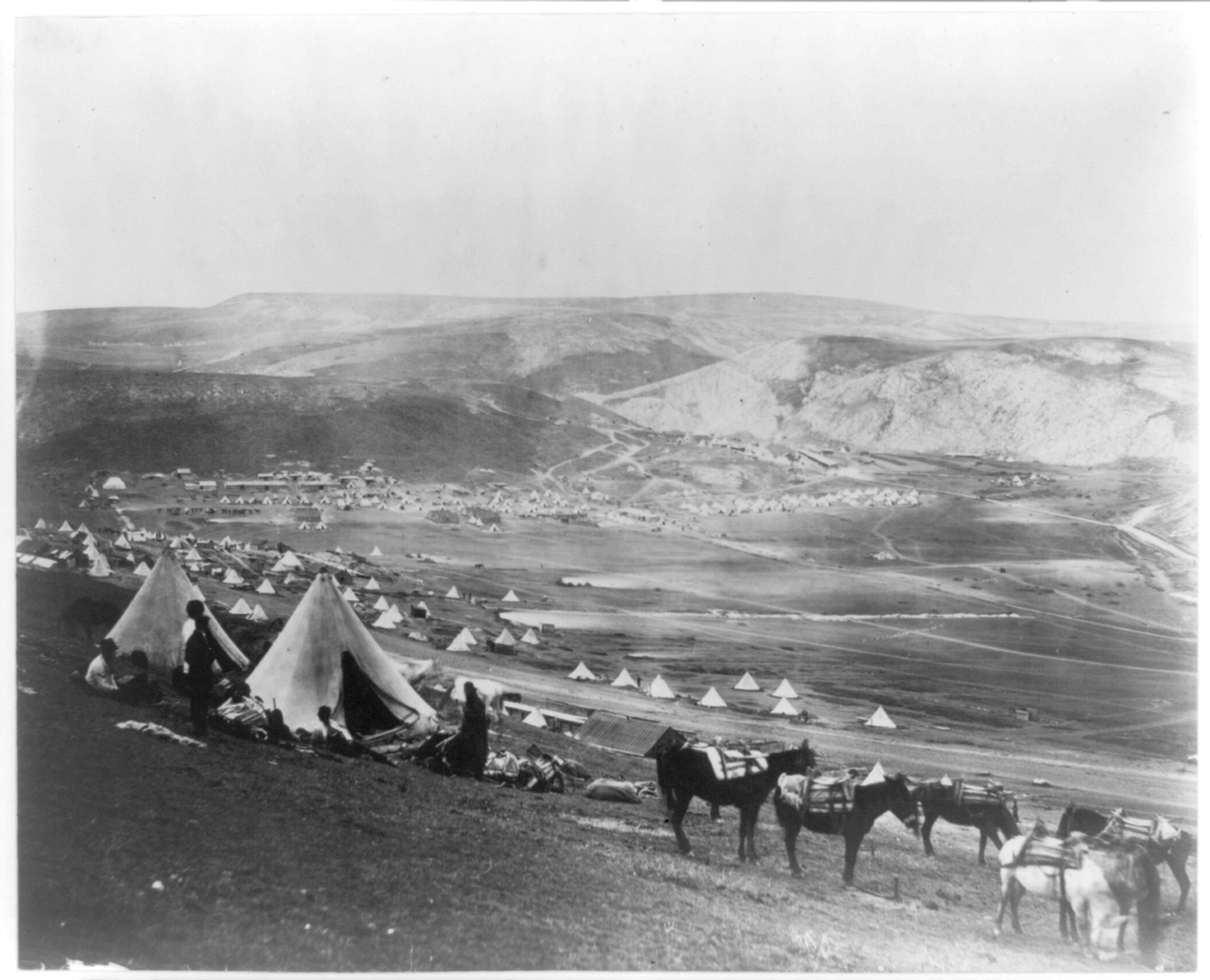
Guerra de Crimea: Campamento de Calvary, próximo a Balaklava. Foto de Roger Fenton.

La invención de la fotografía en los años 1830 permitió explorar nuevas posibilidades para ofrecer imágenes directas de la guerra. Anteriormente, se había empleado el dibujo y la pintura para magnificar las victorias o reflejar los terrores de la misma alternados con actos de sacrificio. Por tanto, se presentaba la fotografía como una forma de obtener imágenes basadas en hechos reales con menos posibilidades de alteración que el dibujo y la pintura.
Los reportajes bélicos se dirigían a formar una opinión pública favorable a los intereses de algún bando. Sin embargo , hasta el desarrollo del procedimiento del colodión no se puede hablar de fotografía de guerra de un modo específico. No obstante, existen diferentes ejemplos de fotografías tempranas realizadas mediante calotipos como las realizadas por John McCosh en la guerra entre el imperio británico y el reino sij.
Otros reportajes conocidos son los daguerrotipos realizados por un autor anónimo en la guerra de México-Estados Unidos en 1846. También de las trincheras en las calles de París en la Revolución de 1848.
Sin embargo, el primer escenario donde aparece este género fotográfico con fines de difusión popular masiva es en la Guerra de Crimea. El fotógrafo Carol Popp de Szathmàri tomó una serie de fotografías de escenas de guerra y de oficiales en la Guerra de Crimea entre 1853 y 1854 cerca de Olteniţa y Silistra. Con ellas formó álbumes de unas 200 imágenes que ofreció a Napoleón III y a la Reina Victoria. También aparece en este escenario Ernest Edouard de Caranza, físico y químico francés, que ya estaba haciendo calotipos de Istambul en 1852, y al que encontramos en el campamento de las tropas anglofrancesas, en la ciudad de Vama (actual Bulgaria), en 1854, tomando fotografías de militares franceses.
A pesar de ello fueron los fotógrafos británicos quienes se quedaron con la gloria de ser los más recordados, James Robertson, Dawson, Aldeman Mayall, o el desafortunado Richard Nicklin, enviado también por las autoridades británicas, que al regresar en el barco H.MS. Rip van Winkle, desapareció con todo su equipo durante un naufragio en el puerto de Balaclava, a causa de una tempestad en la que perecieron una veintena de buques británicos el 14 de noviembre de 1854. Las circunstancias han llevado a la desaparición o pérdida de las fotografías de estos autores. Con ellos también acudió a Crimea William Howard Russell, considerado el padre del reportaje de guerra y el fotógrafo Roger Fenton. En Francia, Napoleón IlI, envía a la guerra a varios artistas y fotógrafos, asistidos por el fotógrafo Léon Eugene Méhédin (1828-1905), que fotografía los últimos momentos del sitio de Sebastopol en condiciones muy duras, siendo más tarde los negativos (de papel) positivados en París por Fréderic Martens (18091875), o Jean Baptiste Henri Durand-Brager (1814-1879) y su socio Lassimone.

## Fotógrafos de guerra
Desde este momento los fotógrafos tratan de cubrir la faceta iconográfica de las crónicas bélicas, así encontramos a Felice Beato junto a su cuñado Robertson en la rebelión hindú de los cipayos, en noviembre de 1857, en Lucknow (India) y él solo en 1860 en China en la guerra del opio, fotografiando la caída del Palacio Imperial de Verano en Pekín. Acompañando a Napoleón III en 1859, en su campaña de Italia, estuvieron los Ferrier, padre e hijo, el fotógrafo Berardy (mencionado por La Lumière) y el fotógrafo italiano Luigi Sacchi (1805-1861). Eugène Sevaistre acompañó a Garibaldi en los asaltos de Palermo (1860) y Gaeta (1861).
En España el primer fotógrafo corresponsal de guerra será el malagueño Enrique Fazio, que embarca hacia la llamada “Guerra de África” en 1859 de la mano del escritor Pedro Antonio de Alarcón, el principal ”testigo” literario de esta guerra. Enrique Fazio Fialo (1833-97), aunque su familia era originaria de Italia, había nacido en Málaga y tenía 23 años. Su trabajo fotográfico se publicó en versión grabado acompañando en un principio a la crónica de Alarcón, pero al poco tiempo sus imágenes dejan de aparecer en este reportaje y solo conocemos su continuada presencia en la guerra y posteriormente en Tetuán por un grupo de fotografías encontradas en el Palacio Real y una pequeña colección que poseen sus herederos. También está probada la presencia en este escenario del fotógrafo José Requena López, fotógrafo militar que realizó un reportaje sobre diversos personajes en Tetuán, con los cuales se confeccionó un lujoso álbum que fue regalado a la reina.En México fue Sara Castrejón la primera mujer fotógrafa que realiza fotografía de guerra, la Revolución mexicana, en 1911.
Los primeros fotoperiodistas de guerra reconocidos fueron Endre Ernö Friedmann y su compañera la fotógrafa Gerda Taro, ambos firmaban con el nombre de Robert Capa por lo cual, en algunos casos no es posible distinguir bien qué obra fotográfica es atribuible a cada uno. Destaca especialmente su trabajo sobre la guerra civil española, en donde Gerda Taro murió aplastada por un tanque. También por haber realizado las únicas imágenes existentes sobre el desembarco de Normandía, en la playa Omaha. Algunos de los carretes expuestos por Capa en aquella batalla de la II Guerra Mundial, se estropearon en el laboratorio perdiéndose así imágenes de incalculable valor.
James Nachtwey es en la actualidad uno de los más importantes. Con decenas de conflictos a sus espaldas tiene una forma de expresar en imágenes el horror con un alto sentido estético sumado a un fuerte impacto visual que hace reflexionar al espectador. Al fin y al cabo esa es la auténtica tarea de un reportero de guerra, pero tan sólo un pequeño porcentaje lo consigue.
En la Segunda Guerra del Golfo, muchos fotógrafos fueron capturados y ejecutados por terroristas; insurgentes armados también les disparaban. También fueron víctimas de las fuerzas estadounidenses como fue el caso de José Couso.
Santiago Lyon, el director de fotografía de la Agencia Associated Press con base en Nueva York, fue durante años también un destacado fotógrafo de guerra llegando incluso a ser galardonado con el prestigioso World Press Photo. Destacan especialmente las series realizadas en Albania y Kósovo durante el conflicto en los Balcanes y las series sobre Afganistán durante la ocupación de los Talibán. Pese a su juventud, en la actualidad se encuentra retirado haciendo un trabajo de despacho, coordinando todas las oficinas de AP diseminadas por el planeta.